# Dendronephthya dofleini
Dendronephthya dofleini is een zachte koraalsoort uit de familie Nephtheidae. De koraalsoort komt uit het geslacht Dendronephthya. Dendronephthya dofleini werd in 1905 voor het eerst wetenschappelijk beschreven door Kükenthal. 